# 배한봉
배한봉은 대한민국의 시인, 대학교 교수, 편집자이다. 
경상남도 함안에서 태어났으며, 경희대학교 대학원을 졸업한 문학박사(박사학위 논문 ｢김소월과 정지용 시의 생태학적 연구｣)이다. 1998년 《현대시》 신인상 공모에 시가 당선되어 시인으로 데뷔하였다. 이후 《현대시》,  《문학사상》 등에 평론을 발표하면서 문학평론가로도 활동하고 있다. 《우포늪 왁새》  등 여러 권의 시집과 산문집을 펴냈다. 전업시인으로 활동하면서 과수원농사를 지었고, 경남 창녕군에 위치한 람사르 습지 우포늪에서 2001년부터 2009년까지 9년 동안 ‘우포늪시생명제’를 주재 · 개최하여 생태문학 발전과 대중화에 앞장섰다.
현대시작품상, 소월시문학상, 박인환문학상, 김달진창원문학상, 경남문학상, 서귀포칠십리문학상, 풀꽃문학상 등을 수상하였다. 2003년에는 시 ｢복숭아를 솎으며｣가 농림부 주최 ‘詩사랑 農사랑 - 아름다운 농촌시’로 선정되어 농림부장관 선정패를 받았다. 한국문화예술진흥원 창작지원기금을 받았다. 시 ｢우포늪 왁새｣가 고등학교 문학교과서에 수록되었고, 수능 모의고사에 출제되어 고등학생들의 필독 시로 널리 알려졌다. 
계간《시인시각》 편집주간, 《시를사랑하는사람들》 주간, 《시인동네》 편집주간을 역임했다. 
경희대학교, 경희사이버대학교, 추계예술대학교, 마산대학교 등 여러 대학교에서 대학생들에게 문학과 글쓰기 등을 가르쳤거나 현재 가르치고 있으면서 작가활동도 병행하고 있다.

## 약력
1998년 《현대시》공모에 당선되어 작품 활동을 시작했다.  현대시신인상,  제11회 현대시작품상, 제26회 소월시문학상, 제21회 박인환문학상, 제13회 김달진창원문학상, 제30회 경남문학상, 제1회 서귀포칠십리문학상, 제9회 풀꽃문학상을 수상하였다. 시집 《육탁》, 《주남지의 새들》, 《우포늪 왁새》 등이 있고, 학술연구서 《한국 현대시의 생태학》이 있다. 계간《시인시각》, 《시를사랑하는사람들》 《시인동네》 주간을 역임했다. 한국시인협회 상임위원, 경희대학교 《경희문학》편집위원, 우포늪 홍보대사로 활동하고 있다. 시 <우포늪 왁새>가 고등학교 《문학》교과서에 수록됐다.

## 저서

### 시집
- 《흑조》(한국문연, 1998) : 개정판(천년의시작, 2003)
- 《우포늪 왁새》(시와시학사, 2002)
- 《악기점》(세계사, 2004)
- 《잠을 두드리는 물의 노래》(문학의전당, 2006)
- 《복사꽃 아래 천년; 소월시문학상 작품집》[공저] (문학사상, 2011)
- 《주남지의 새들》(천년의시작, 2017)
- 《육탁》((주)여우난골, 2022)

### 산문집
- 《우포늪, 생명과 희망과 미래》(문학의전당, 2009)
- 《당신과 나의 숨결》(문학사상, 2013)

### 학술서
- 《한국 현대시의 생태학》(국학자료원, 2024)

### 수상
- 현대시신인상
- 제1회 농림부 주관 '아름다운농촌시' 농림부장관패
- 제11회 현대시작품상
- 제26회 소월시문학상
- 제21회 박인환문학상
- 제13회 김달진창원문학상
- 제30회 경남문학상
- 제1회 서귀포칠십리문학상
- 제9회 풀꽃문학상
- 제33회 산해원문화상 문학상